# St. Erhard und Jakob (Rugendorf)

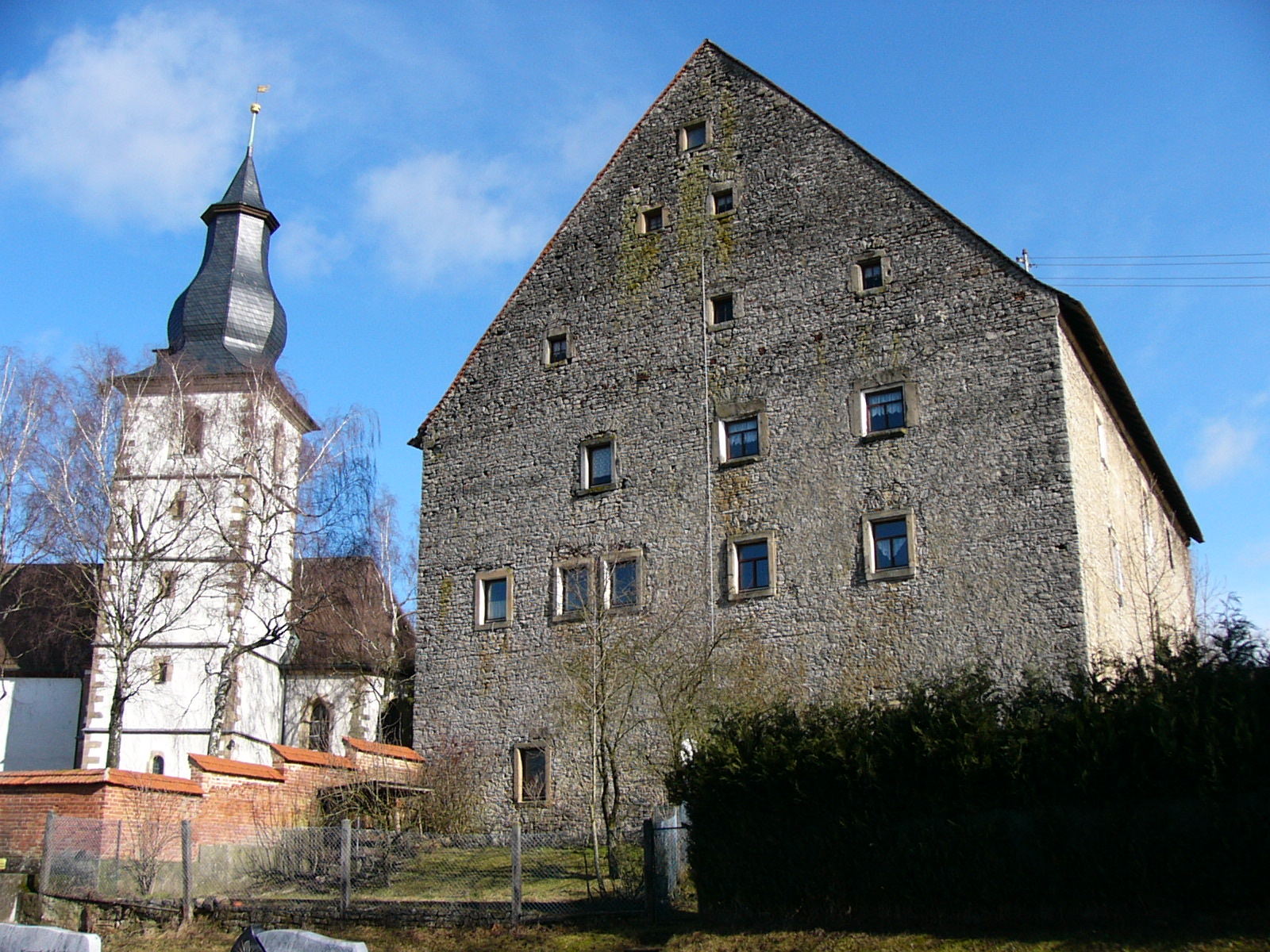
Schloss und Kirche in Rugendorf

St. Erhard und Jakob ist eine evangelisch-lutherische Pfarrkirche im oberfränkischen Rugendorf.
Die Kirche ist den Heiligen Erhard und Jakob geweiht. Sie wurde um 1350 als Kapelle erbaut. Der ursprüngliche Bau wurde später durch ein Langhaus erweitert. Der Patronatsherr Jörg von Waldenfels, zugleich Erbauer des angrenzenden Schlosses, führte 1552 die Reformation ein und die Kirche ist seitdem evangelisch.

## Orgel

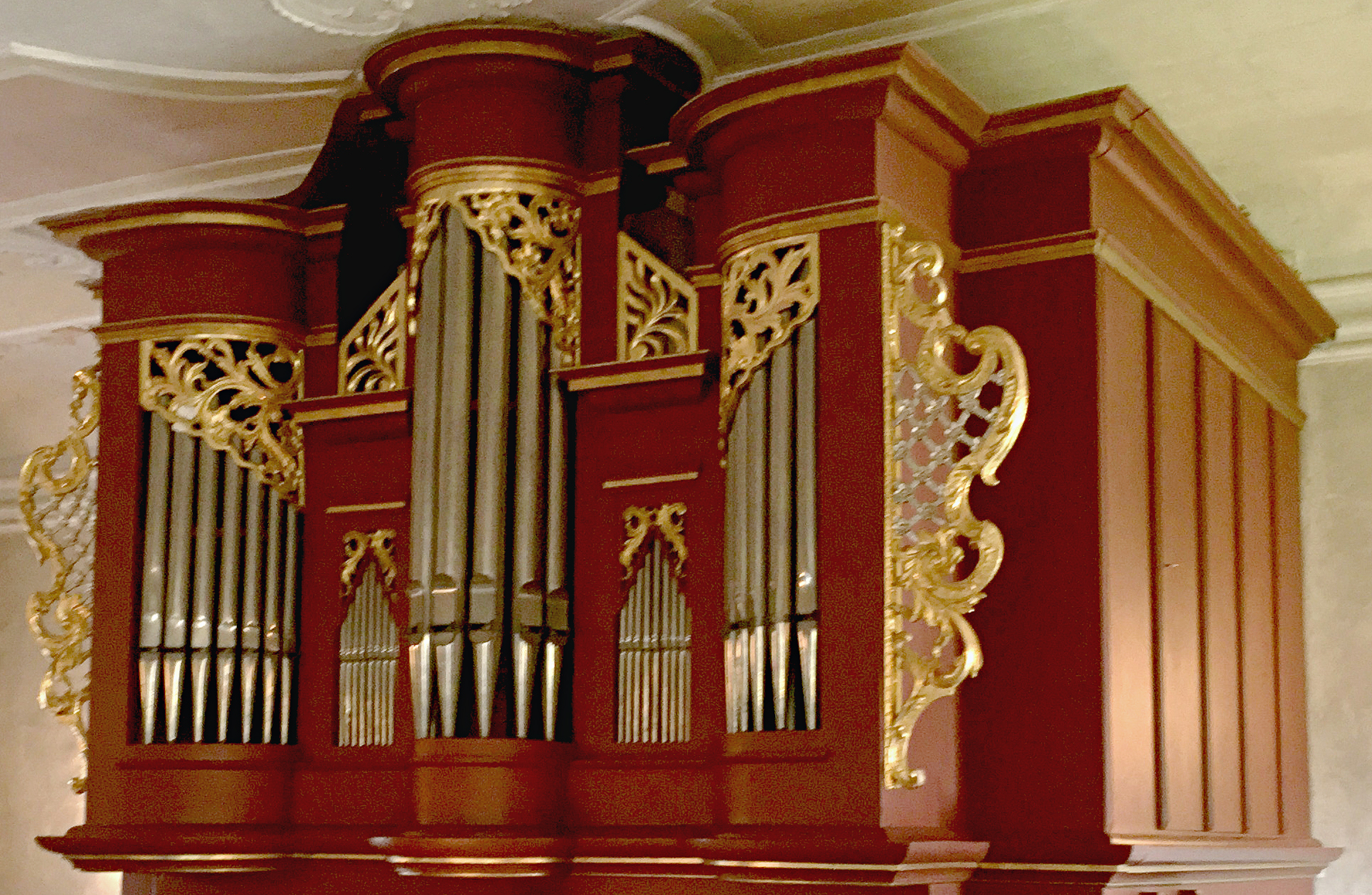
Rokoko-Prospekt

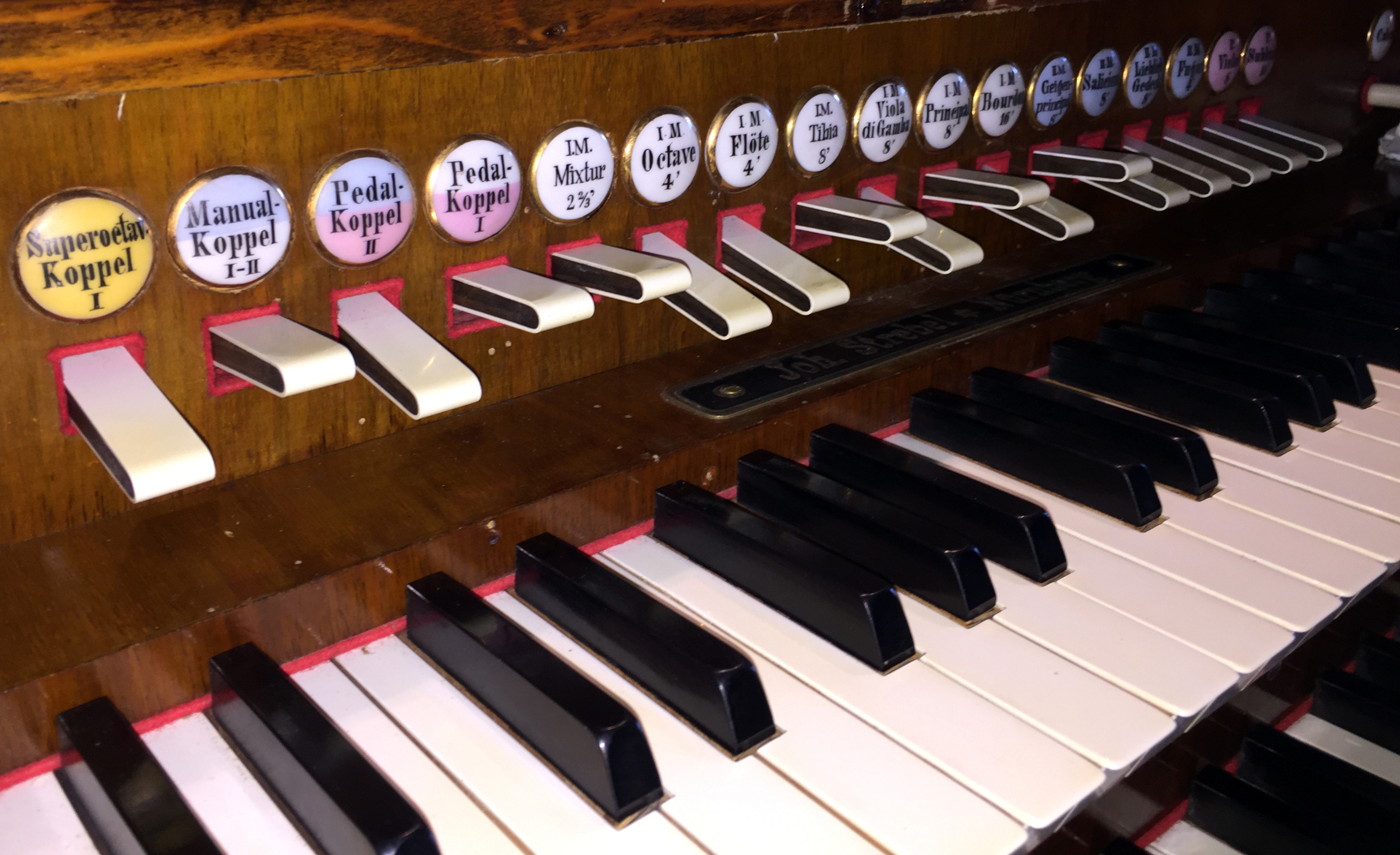
Spieltisch (Detail)

Das Orgelwerk wurde 1906 durch die Orgelbau-Anstalt von Johannes Strebel, Nürnberg, errichtet. Unter Hinzubau des rückwärtigen Gehäuses wurde es in den Rokoko-Prospekt der Georg Ernst Wiegleb-Vorgängerorgel von 1759 eingebracht. Die Orgel hat 13 Labialstimmen, verteilt auf zwei Manuale und Pedal, mit röhrenpneumatischer Traktur. Ihr Spieltisch steht frei.
2006 restauriert von der Fa. Orgelbau Zeilhuber, Sonthofen.
Disposition:
| I Hauptwerk C–f3 |       |
| Bourdon          | 16′   |
| Prinzipal        | 8′    |
| Viola di Gamba   | 8′    |
| Tibia            | 8′    |
| Oktave           | 4′    |
| Flöte            | 4′    |
| Mixtur           | 2 ⁄3′ |

| II Nebenwerk C–f3 |    |
| Geigenprinzipal   | 8′ |
| Salicional        | 8′ |
| Lieblich Gedeckt  | 8′ |
| Fugara            | 4′ |

| Pedal C–d1 |     |
| Subbass    | 16′ |
| Violonbass | 16′ |

- Koppeln:
  - Normalkoppeln: II/I, I/P, II/P
  - Superoktavkoppel: I